# Edward II (Film)
Edward II ist ein britischer Historienfilm von Derek Jarman aus dem Jahr 1991. Er basiert auf dem gleichnamigen Theaterstück von Christopher Marlowe, das 1592 erstmals aufgeführt wurde.

## Handlung
Nach dem Tod seines Vaters und der Ernennung zum König holt Edward II. seinen Freund und Geliebten Piers Gaveston aus der Verbannung in Frankreich zurück. Er gibt ihm trotz seiner niederen Herkunft Einfluss und Adelstitel, was Piers dazu nutzt, den für seine Verbannung verantwortlichen Bischof von Winchester zu foltern und einzusperren. Gaveston und Edward geben sich homoerotischen Spielen und Erlebnissen hin. Bei den alteingesessenen Adeligen und der Kirche sorgt Gavestons Aufstieg allerdings schnell für Empörung, die insbesondere der einflussreiche Armeeführer Roger Mortimer ausspricht. Auch die Königin Isabella schließt sich einer Intrige gegen Gaveston an, da sie von ihrem Mann wegen Gaveston verschmäht wird. Nach hartem Drängen gibt der König schließlich nach und lässt Gaveston erneut nach Frankreich verbannen.
Isabella und Mortimer sind inzwischen ein Paar geworden und wollen Gaveston nun ganz aus der Welt schaffen. Dafür stimmen die Adeligen einer Rückkehr Gavestons nach England zu. Doch Edwards Freude über dessen Rückkehr währt nur kurz, da Mortimer nun einen Krieg gegen den König in Gang setzt, um sich selbst und Isabella in die Machtposition zu bringen. Mortimer lässt Gaveston und später auch Spencer, Edwards homosexuellen Diener, brutal ermorden. Der nach Gavestons Tod zunehmend gleichgültige Edward kann sich nicht dazu aufraffen, sich gegen Mortimer zu verteidigen und wird ins Verlies geworfen. Mortimer und Isabella haben nun die Macht übernommen und wollen den König ermorden. Als Edwards Bruder Edmund of Kent das kritisiert, wird er von Isabella getötet.
Der mit dem Mord an dem König beauftragte Lightborn lässt sich das Recht zusichern, dass nur er wissen solle, wie der König stirbt. In einer Sequenz ist zu sehen, wie Lightborn Edward durch das Einführen eines glühenden Eisens in den After tötet. In einer anderen Sequenz wird dagegen gezeigt, wie Lightborn sein Folterinstrument wegwirft und den König küsst. Der Triumph von Mortimer und Isabella währt indes nur kurz, da sich der vernachlässigte Königssohn Edward III. des Thrones bemächtigt und die beiden wegsperrt.

## Hintergrund
Jarman versuchte, basierend auf Marlowes Stück, eine eigenständige Interpretation von Edwards Leben zu erwirken: Edward sei wegen seiner Sexualität ermordet worden, was anschließend über Jahrhunderte von Historikern bestritten worden sei, so Jarman. Wie bereits bei Caravaggio, seiner anderen historischen Filmbiografie, ließ der postmoderne Jarman bewusst Anachronismen vorkommen – beispielsweise Taschenlampen, Walkmans sowie einen Gastauftritt der Eurythmics-Sängerin Annie Lennox mit dem Cole-Porter-Song Ev’ry Time We Say Goodbye. Jarman ging es dabei auch um einen aktuellen Zeitbezug, so sind in einer Szene des Filmes – auf Edwards Seite gegen Polizisten kämpfend – Mitglieder der Aktivistengruppe OutRage! mit ihren Schildern zu sehen.

## Synchronisation
In der im Jahr 1991 entstandenen Synchronfassung spricht Ulrich Matthes für Steven Waddington als König Edward, während Stephan Schwartz Andrew Tiernan als Galveston seine Stimme leiht.

## Auszeichnungen
Bei der Berlinale 1992 gewann Edward II den Preis der Teddy-Jury und den FIPRESCI-Preis (Forum). Bei den Internationalen Filmfestspiele von Venedig war Jarmans Film für den Goldenen Löwen nominiert, während Tilda Swinton mit dem Coppa Volpi als beste Schauspielerin geehrt wurde.

## Kritiken
Bei dem US-Kritikerportal Rotten Tomatoes fallen alle 10 Kritiken zu Edward II positiv aus. Edward II gilt heute oft als Schlüsselwerk in der Strömung des New Queer Cinema.
Der Filmdienst bezeichnete den Film als „sehenswert“, bemerkte aber, dass er in der deutschen Synchronfassung „vieles von seiner Ausstrahlung“ einbüße: „Der Stoff wird mit aktualisierenden Bezügen als Auseinandersetzung mit gesellschaftlicher Macht- und Gewaltausübung und der Unterdrückung der Homosexualität gedeutet. Die in ihrer ausgefeilten Ästhetik herausragende Theateradaption fordert den diskussionsbereiten Zuschauer mit ihrer schonungslosen Gesellschaftskritik heraus, die erkennbar von der Leidenserfahrung des von Aids gezeichneten Regisseurs geprägt ist.“
Karsten Witte schrieb in der Zeit, Jarmans Film wolle „weder Mittelalter noch Neuzeit sein“. Jarmans Markenzeichen, die Zeitfalte, die „Ungleichzeitigkeiten von Sprache und Requisit“, sei in Edward II. unauffälliger und mit überraschend leisem Witz behandelt. Witte kritisierte, dass sich Jarman nur auf die Darstellung der schwulen Männer auf Athletik fokussiere und so eine manichäische Sichtweise zeige: „Wird die gesellschaftliche Unterdrückung von Minderheiten dadurch wettgemacht, daß die Ästhetik jener Minderheit das eigene Gebrechen, die allerorten virulente Hinfälligkeit unterdrückt?“. Edward II sei „elisabethanische Tragödie, die Zeitkritik am Thatcherismus, die Idealisierung alter, historischer Männerliebe und ein greller Flash auf Schwulendemonstrationen gegen die Rücknahme von Antidiskriminierungsgesetzen. Jedes Element will gleich bedeutend sein und ruft im schönsten Durcheinander: Seht mich!“ Die Folge sei Beliebigkeit und der Eindruck, dass die heterogenen Formen im Film aufeinander losgingen. „Was Jarman mit politischem Recht, doch ohne ästhetisches Fackeln anzettelt, ist ein kleiner, gewiefter Bürgerkrieg unter den Genres. Gut gegeben, Derek!“